# Laramide orogenese
De Laramide orogenese was een periode van gebergtevorming in het westen van Noord-Amerika, die duurde van het Laat-Krijt (80-70 Ma (miljoen jaar geleden)) tot het Eoceen (55 tot 35 Ma). Tijdens deze orogenese werden de Rocky Mountains gevormd, maar de orogenese heeft invloed gehad van Mexico tot Alaska. De oostelijkste plek waar de orogenese voor tektonische opheffing zorgde zijn de Black Hills in South Dakota.
De Laramide orogenese is genoemd naar de Laramie Mountains in het oosten van Wyoming. Het was niet de eerste fase van gebergtevorming in westelijk Noord-Amerika: eerder hadden de Sevier-orogenese in het Vroeg-Krijt en de Nevada-orogenese in het Laat-Jura plaatsgevonden.

## Geodynamica
De Laramide orogenese vond plaats in een aantal fasen, met tussenliggende rustigere perioden. Duidelijk is dat de orogenese plaatsvond als gevolg van een verandering in de subductie van de oceanische Farallonplaat onder de Noord-Amerikaanse plaat. Meestal wordt aangenomen dat de hoek van subductie in het Laat-Krijt kleiner werd, waardoor de geotherm veranderde. Magmatisme verplaatste zich daardoor van de westelijke rand van Noord-Amerika naar het oosten. De gesubduceerde Farallonplaat bleef onder de continentale korst van Noord-Amerika hangen in plaats van de mantel in te bewegen, wat wrijving veroorzaakte.
Waarom de hoek van subductie kleiner werd is niet duidelijk. Het kan zijn dat de snelheid waarmee de platen naar elkaar toe bewogen toenam, of dat de subducerende delen van de Farallonplaat in het Laat-Krijt dikker of lichter werden.
Magmatisme wordt bij subductiezones veroorzaakt door partieel smelten van gesteente in de subducerende plaat, omdat deze de (hetere) mantel in beweegt. In subductiezones met een grote hoek van subductie, zoals onder de Andes in het westen van Zuid-Amerika, zal de magma vlak bij de rand van het continent omhoog komen. Bij een kleine hoek van subductie, zoals tijdens de Laramide orogenese in Noord-Amerika, komt de magma veel verder landinwaarts omhoog. Een fase waarbij geen magmatisme in de buurt van een subductiezone voorkomt wordt door geologen een magmatic null genoemd.
De Laramide orogenese creëerde dankzij de kleine subductiehoek een brede gordel van gebergten, die ver landinwaarts doorliep. Later zou door extensie een deel van het gebergte weer uitgerekt worden. Hierdoor ontstond een typische structuur van afwisselende langgerekte bergkammen in wat bekendstaat als de "Basin and Range Province".